# ديمينشن فلمز
ديمنسوان فليمز بالإنجليزية (Dimension Films) هي إحدى وحدات السينما وحاليا جزء من شركة واينشتاين. كان سابقا تسمى بوب ينشتاين ضمن أفلام ميراماكس، لإنتاج الأفلام كل الأفلام الصادرة عن ديمنسوان فليمز قبل 1 أكتوبر 2005، لا تزال ملكا لشركة ميراماكس فيلمز. تمتز الشركة بإنتاجها لافلام Spy Kids وسكريم

## روابط خارجية
- مقالات تستعمل روابط فنية بلا صلة مع ويكي بيانات